# Anthony Elanga
Anthony David Junior Elanga (ur. 27 kwietnia 2002 w Hyllie) – szwedzki piłkarz pochodzenia kameruńskiego, występujący na pozycji napastnika w Newcastle United oraz w reprezentacji Szwecji.

## Kariera klubowa
W swojej juniorskiej karierze grał w takich klubach jak: IF Elfsborg, Malmö FF, z którego w 2014 roku trafił do Manchesteru United. W seniorskiej piłce zadebiutował 11 maja 2021 roku w przegranym 1:2 meczu przeciwko Leicester City, zostając zmienionym w 65 minucie spotkania przez Marcusa Rashforda. Swoją pierwszą bramkę dla Manchesteru United strzelił 23 maja 2021 roku w wygranym 2:1 meczu przeciwko Wolverhampton Wanderers.
25 lipca 2023 roku podpisał kontrakt z Nottingham Forest.

## Kariera reprezentacyjna
Ma na swoim koncie występy w młodzieżowych reprezentacjach Szwecji do lat 17, 19 i 21. W seniorskiej drużynie reprezentacji Szwecji zadebiutował 24 marca 2022 roku w wygranym 1:0 meczu przeciwko reprezentacji Czech, zmieniając w 115 minucie spotkania Emila Forsberga.

## Życie prywatne
Jest synem Josepha Elangi, który również był piłkarzem.

## Statystyki

### Klubowe
(aktualne na dzień 25 lipca 2023)
| Klub               | Sezon              | Liga               | Liga  | Liga   | Puchar Anglii | Puchar Anglii | Puchar ligi | Puchar ligi | Europa | Europa | Inne  | Inne   | Suma  | Suma   |
| Klub               | Sezon              | Liga               | Mecze | Bramki | Mecze         | Bramki        | Mecze       | Bramki      | Mecze  | Bramki | Mecze | Bramki | Mecze | Bramki |
| ------------------ | ------------------ | ------------------ | ----- | ------ | ------------- | ------------- | ----------- | ----------- | ------ | ------ | ----- | ------ | ----- | ------ |
| Manchester United  | 2020/21            | Premier League     | 2     | 1      | 0             | 0             | 0           | 0           | 0      | 0      | –     | –      | 2     | 1      |
| Manchester United  | 2021/22            | Premier League     | 21    | 2      | 2             | 0             | 1           | 0           | 3      | 1      | –     | –      | 27    | 3      |
| Manchester United  | 2022/23            | Premier League     | 16    | 0      | 1             | 0             | 4           | 0           | 5      | 0      | –     | –      | 26    | 0      |
| Nottingham Forest  | 2023/24            | Premier League     | 0     | 0      | 0             | 0             | 0           | 0           | –      | –      | –     | –      | 0     | 0      |
| Ogólnie w karierze | Ogólnie w karierze | Ogólnie w karierze | 39    | 3      | 3             | 0             | 5           | 0           | 8      | 1      | 0     | 0      | 55    | 4      |

## Sukcesy
Manchester United
- Puchar Ligi: 2022/2023